# Рясное (Брянская область)
Рясное (ранее также Рясная Слобода, Рясная, Рясна) — деревня в Выгоничском районе Брянской области, в составе Сосновского сельского поселения. Расположена в 7 км к югу от села Сосновка, на правом берегу Десны. Население — 8 человек (2010).

## История
Впервые упоминается в 1627 году как пустошь (бывшая деревня, разорённая в годы Смуты начала XVII века).
Первоначально входила в Брянский уезд, приход села Уручье. В XVIII—XIX вв. — владение Вепрейских, Волконских и др.
С последней четверти XVIII века до 1924 года входила в Трубчевский уезд (с 1861 — в составе Уручьенской волости). В 1924—1929 в Выгоничской волости Бежицкого уезда; с 1929 в Выгоничском районе, а в период его временного расформирования — в Брянском (1932—1939, 1965—1977), Почепском (1963—1965) районе.
С 1920-х гг. по 1976 — в Колоднянском сельсовете.